# Katharine Graham

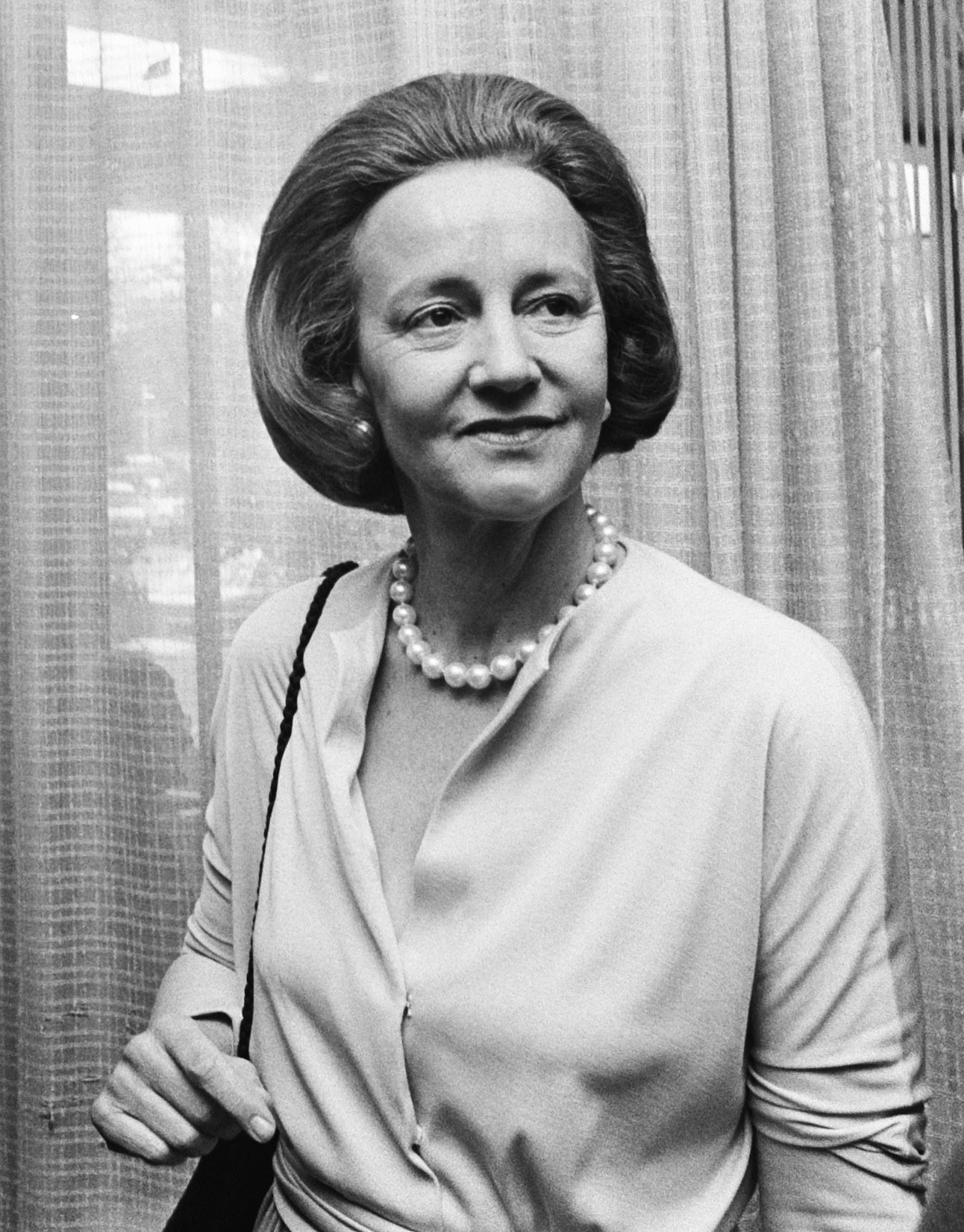
Katharine Graham (1975)

Katharine „Kay“ Graham (* 16. Juni 1917 in New York City, New York als Katharine Meyer; † 17. Juli 2001 in Boise, Idaho) war eine US-amerikanische Verlegerin, Herausgeberin und Autorin.

## Leben
Katharine Meyer wurde als viertes von fünf Kindern der Reporterin Agnes E. Meyer und des Unternehmers Eugene Meyer geboren; sie wuchs in New York und in Washington auf. Sie begann ein Studium am Vassar College und wechselte dann an die University of Chicago. Danach war sie zunächst als Reporterin für die San Francisco News tätig, bevor sie im selben Jahr begann, für die Zeitung ihres Vaters, die Washington Post, zu arbeiten. 1940 heiratete sie deren späteren Mitherausgeber und Medienunternehmer Philip Graham. Aus der Ehe gingen vier Kinder hervor.
Nach dem Selbstmord ihres Mannes 1963 leitete Katharine Graham fast 35 Jahre lang die Washington Post Company. 1973 bis 1991 war sie Vorsitzende des Verwaltungsrats und von 1993 bis zu ihrem Tod 2001 Vorstandsvorsitzende des Unternehmens. In den Jahren von 1969 bis 1979, in die u. a. die Aufdeckung der Watergate-Affäre fiel, war sie Herausgeberin der Washington Post. Die damalige US-Regierung versuchte vergeblich, durch massiven wirtschaftlichen Druck in Form des beabsichtigten Entzuges von zwei ihr gehörenden Fernsehlizenzen in Florida  die Veröffentlichung zu unterbinden. Ihr Sohn Donald Graham wurde ihr Nachfolger.

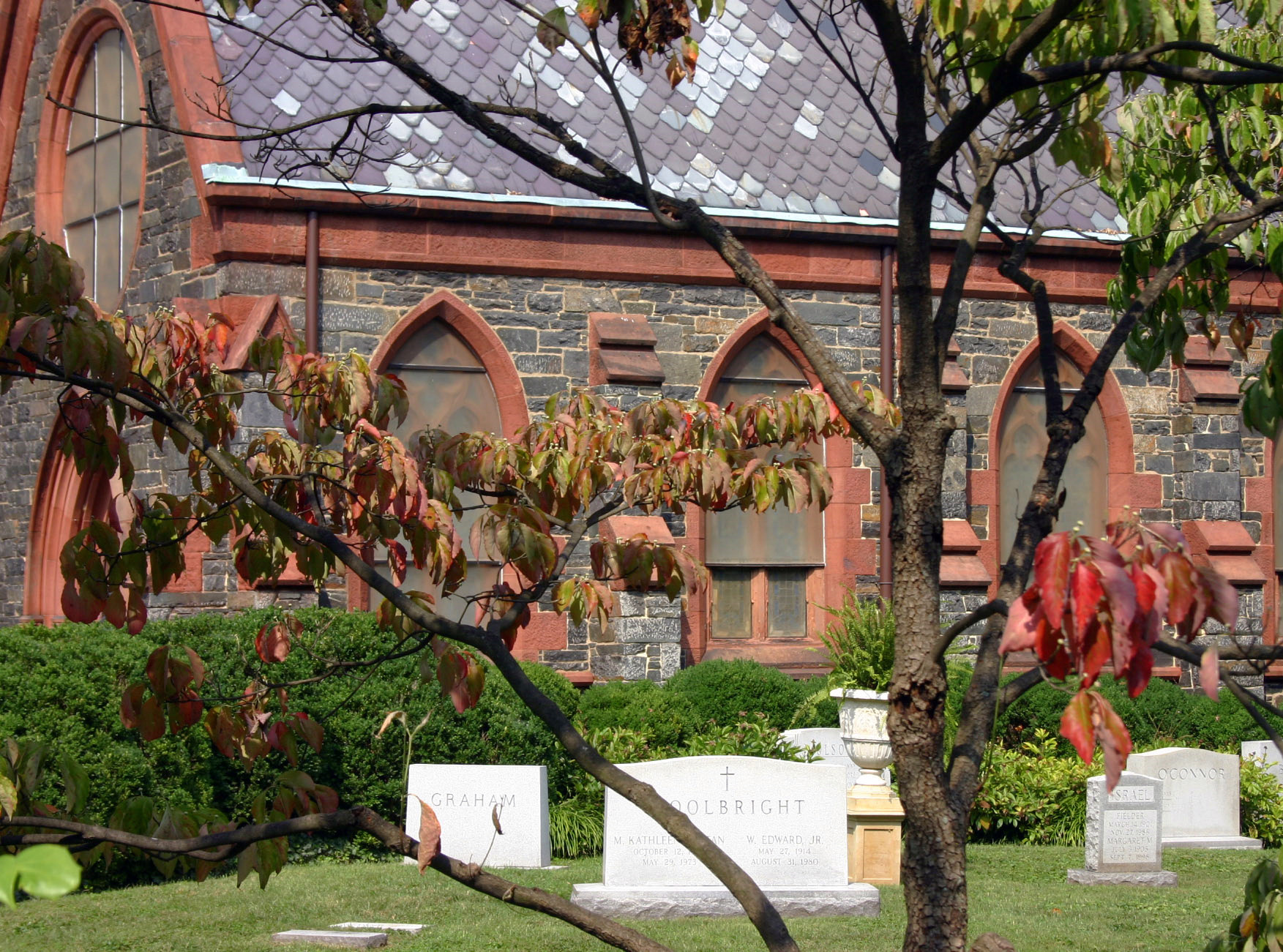
Grahams Grab neben der Oak Hill Friedhofskapelle, Washington (ganz links)

Katharine Graham starb im Alter von 84 Jahren wenige Tage nach einem Sturz an dessen Folgen und wurde in Washington D.C. auf dem historischen Oak Hill Cemetery neben ihrem Ehemann beigesetzt.
In dem Film Die Verlegerin von Steven Spielberg aus dem Jahr 2017 wird sie von Meryl Streep verkörpert.

## Ehrungen
1988 wurde Graham in die American Academy of Arts and Sciences gewählt, 1997 wurde ihr der Four Freedoms Award verliehen. Im selben Jahr veröffentlichte Graham ihre Autobiographie Personal History (dt. Titel: Wir drucken!), für die sie 1998 den Pulitzer-Preis erhielt. 2002 wurde Katharine Graham posthum mit der Presidential Medal of Freedom geehrt.